# Bengt Olof Lille

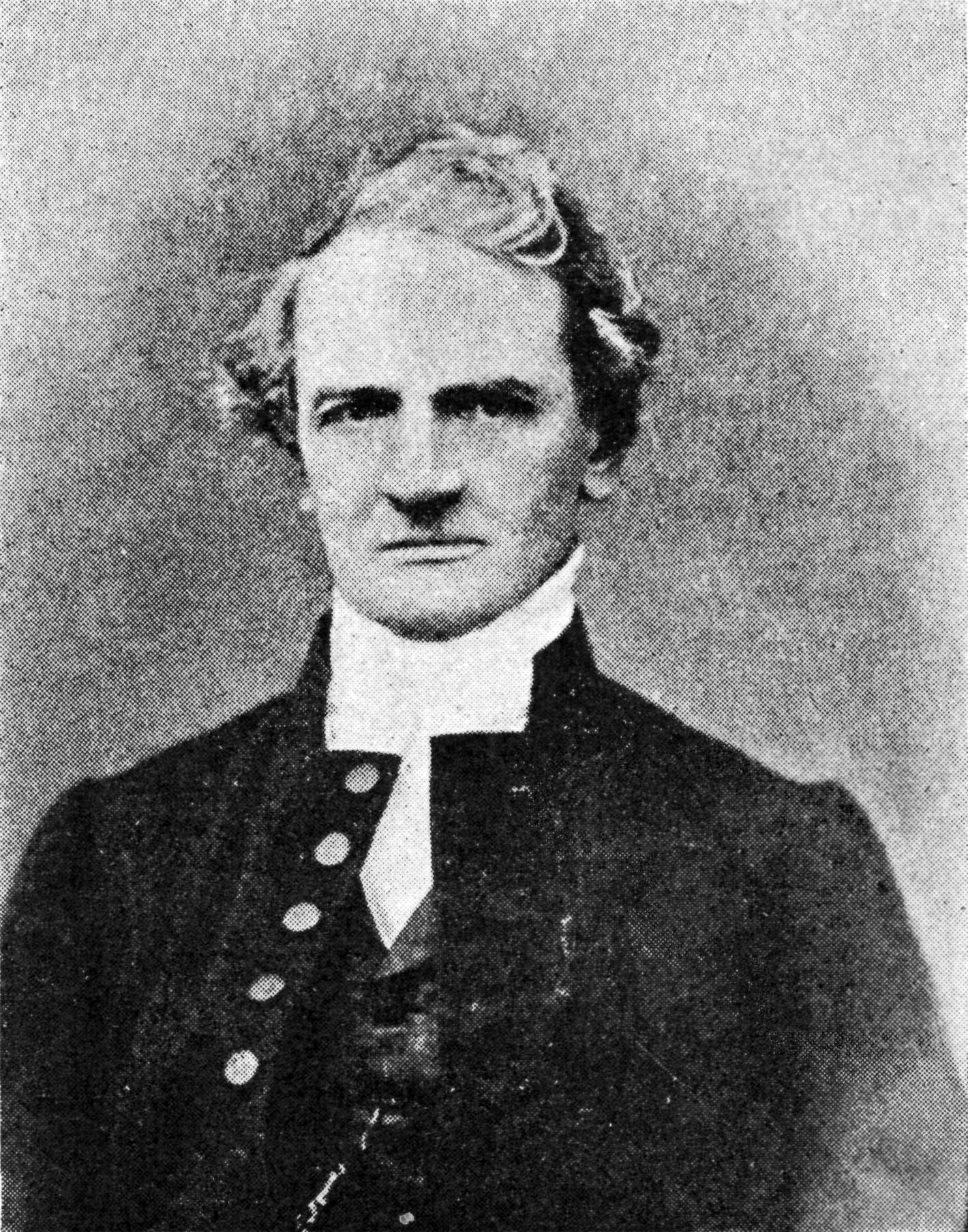
Bengt Olof Lille

Bengt Olof Lille, född den 12 november 1807 i Heinola, död den 25 april 1875 i Sjundeå, var en finländsk teolog och psalmförfattare, far till Axel Lille. 
Lille blev teologie doktor 1836 och professor i kyrkohistoria vid Helsingfors universitet 1840. Han var dekanus för teologiska fakulteten 1865-71 och blev emeritus sitnämnda år. Lille var från 1853 medlem av den svenska psalmbokskommittén. I slutet av 1830-talet utgav han tidningen Väckaren.

## Utmärkelser
- Sankt Annas orden, tredje klass,  1856[1]
- Sankt Stanislausorden, andra klassen,  1857[1]
- Sankt Stanislausorden, andra klassen med kejsarkrona,  1863[1]
- Sankt Annas orden, andra klass,  1865[1]

[Redigera Wikidata]